# Lars Helge Birkeland
Lars Helge Birkeland (29 novembre 1988) è un ex biatleta norvegese.

## Biografia
In Coppa del Mondo ha esordito il 30 novembre 2011 a Östersund (42º) e ha ottenuto la prima vittoria, nonché primo podio, il 9 dicembre 2012 a Hochfilzen.
In carriera ha preso parte a due edizioni dei Campionati mondiali (39º nell'individuale a Ruhpolding 2012 il miglior piazzamento). Ai XXIII Giochi olimpici invernali di Pyeongchang 2018, sua prima presenza olimpica, ha vinto la medaglia d'argento nella staffetta e si è classificato 60º nell'individuale.

## Palmarès

### Olimpiadi
- 1 medaglia:
  - 1 argento (staffetta a Pyeongchang 2018)

### Mondiali
- 1 medaglia:
  - 1 oro (staffetta [1] a Östersund 2019)

### Europei
- 3 medaglie:
  - 1 oro (sprint a Nové Město na Moravě 2014)
  - 2 argenti (inseguimento, staffetta a Nové Město na Moravě 2014)

### Coppa del Mondo
- Miglior piazzamento in classifica generale: 14º nel 2018
- 18 podi (tutti a squadre):
  - 10 vittorie
  - 4 secondi posti
  - 4 terzi posti

#### Coppa del Mondo - vittorie
| Data             | Località          | Nazione     | Spec.                                                                          |
| ---------------- | ----------------- | ----------- | ------------------------------------------------------------------------------ |
| 9 dicembre 2012  | Hochfilzen        | Austria     | RL (con Ole Einar Bjørndalen, Vetle Sjåstad Christiansen e Henrik L'Abée-Lund) |
| 29 novembre 2015 | Östersund         | Svezia      | SMX (con Kaia Wøien Nicolaisen)                                                |
| 13 febbraio 2016 | Presque Isle      | Stati Uniti | RL (con Erlend Bjøntegaard, Johannes Thingnes Bø e Tarjei Bø)                  |
| 10 dicembre 2017 | Hochfilzen        | Austria     | RL (con Ole Einar Bjørndalen, Henrik L'Abée-Lund ed Erlend Bjøntegaard)        |
| 12 gennaio 2018  | Ruhpolding        | Germania    | RL (con Tarjei Bø, Emil Hegle Svendsen e Johannes Thingnes Bø)                 |
| 18 marzo 2018    | Oslo Holmenkollen | Norvegia    | RL (con Henrik L'Abée-Lund, Tarjei Bø e Johannes Thingnes Bø)                  |
| 2 dicembre 2018  | Pokljuka          | Slovenia    | SMX (con Thekla Brun-Lie)                                                      |
| 18 gennaio 2019  | Ruhpolding        | Germania    | RL (con Vetle Sjåstad Christiansen, Tarjei Bø e Johannes Thingnes Bø)          |
| 8 febbraio 2019  | Canmore           | Canada      | RL (con Vetle Sjåstad Christiansen, Erlend Bjøntegaard e Johannes Thingnes Bø) |
| 11 gennaio 2020  | Oberhof           | Germania    | RL (con Erlend Bjøntegaard, Johannes Dale e Vetle Sjåstad Christiansen)        |

Legenda:

RL = staffetta

SMX = staffetta mista individuale